# Deo Optimo Maximo
Deo Optimo Maximo è un motto latino che significa "A (o per mezzo di) Dio, il più buono, il più grande".
Tale frase, solitamente abbreviata in D.O.M., si può trovare in numerose chiese, palazzi, e lapidi cristiane.